# 휴일 (1968년 영화)
"휴일"은 이만희가 감독하고 백결이 시나리오를 담당한 신성일, 전지연 주연의 완성된 대한민국의 영화이다. 당시 영화 내용이 문제가 되어 정식 극장 개봉되지 못하고, 영화사 창고에 보관되었다가 2005년 처음 일반에게 공개되었다.

## 줄거리
어느 일요일, 빈털터리 청년 허욱(신성일)은 사랑하는 지연(전지연)을 만나러 간다. 가정을 꾸릴 여유가 없는 허욱은 자신의 아이를 배고 있는 지연의 수술비를 구하러 친구들을 만나지만 거절당하고, 급기야 한 친구(김순철)의 돈을 훔쳐 달아난다. 의사는 지연의 몸에 병이 있어 낙태를 권유하고 수술을 하게 된다. 수술이 이루어지는 동안 허욱은 병원을 나와 술을 마시고 살롱에서 만난 여자와 함께 주점과 포장마차를 전전한다. 만취한 허욱은 공사장에서 그녀와 사랑을 나누지만, 귓전을 때리는 교회 종소리에 정신을 차리고 병원으로 달려간다. 허욱은 그녀가 수술 도중 죽었다는 사실을 알게 되고, 그녀의 아버지에게 그 사실을 알리러 가지만 문전박대를 당하고, 돈을 훔친 친구에게는 붙잡혀 매를 맞는다. 허욱은 얼굴이 피투성이가 된 채 어두운 밤 그녀와의 행복한 한때를 회상하며 거리를 내달린다.

## 배역
- 신성일 : 허욱 역
- 전지연 : 지연 역
- 김성옥
- 김순철
- 안은숙
- 김경란
- 김기범
- 김광일
- 조향민
- 조향
- 손전

## 영화 정보
- 영화의 어두운 내용으로 인해 검열을 통과하지 못하여 개봉하지 못했다. 2005년 한국영상자료원을 통해 처음으로 발굴 상영되었고, 2005년 부산국제영화제 이만희 회고전을 통해 소개되었다.[2]
- 한국영화 탄생 100년을 맞아 KBS와 한국영상자료원은 2019년 10월부터, 시대별 대표 한국영화를 선정 '한국영화 100년 더 클래식'을 통해 12편의 영화를 방송했다. "휴일"은 세 번째 작품으로 2019년 10월 25일 방송되었다.[3]